# GS1
GS1 je nezisková organizace, která vyvíjí a spravuje globální standardy pro obchodní komunikaci. Nejznámějším z těchto standardů je čárový kód, symbol vytištěný na produktech, který lze strojově načítat (skenovat). Celosvětově je čárovými kódy GS1 označena více než miliarda druhů produktů. Odhadem je denně naskenováno více než deset miliard produktů.
GS1 sdružuje 116 místních členských organizací, které poskytují služby více než dvěma milionům uživatelských společností.
Tuzemským zastoupením je GS1 Czech Republic.
Standardy, služby a řešení GS1 jsou navrženy tak, aby zlepšily efektivitu, bezpečnost a transparentnost dodavatelských řetězců napříč fyzickými a digitálními kanály v nejrůznějších odvětvích. Tvoří mezinárodní obchodní jazyk pro automatické označování, sběr a sdílení dat o produktech, umístěních, aktivech, službách a dalších entitách.

## Historie

### První produkt zakoupený naskenováním čárového kódu UPC
V roce 1969 hledali představitelé maloobchodního sektoru v USA způsob, jak urychlit proces odbavování zboží na pokladnách prodejen. Za tímto účelem byl zřízen výbor, který si vytyčil cíl vytvoření jednotného identifikačního kódu pro potravinářské výrobky.
Roku 1973 tento výbor vybral Universal Product Code (UPC) jako první jednotný standard pro jedinečnou identifikaci produktu. V roce 1974 byla za účelem správy standardu založen orgán Uniform Code Council (UCC). [1][ujasnit] 26. června 1974 se balíček žvýkaček Wrigley‘s stal vůbec prvním výrobkem s čárovým kódem, který byl v obchodě naskenován.
V roce 1976 došlo k rozšíření původního 12místné číselné struktury na 13místnou. Tím byl položen základ pro identifikační systém, který se záhy začal používat mimo USA. V roce 1977 byla v Bruselu založena organizace European Article Numbering Association (EAN) se zakládajícími členy z 12 zemí. Systém EAN jako první mimoevropská země implementovalo v roce 1982 Japonsko.

### Integrace European Article Numbering Associatiol a Uniform Code Council
V roce 1990 podepsaly EAN a UCC dohodu o globální spolupráci; v té době obě organizace měly zastoupení dohromady v 45 zemích. V roce 1999 EAN a UCC založily výzkumné centrum Auto-ID Centre, které zahájilo vývoj standardu EPC (Electronic Product Code) pro technologii radiofrekvenční identifikace RFID.
V roce 2004 EAN a UCC spustily Global Data Synchronization Network (GDSN), globální internetovou iniciativu, která umožňuje obchodním partnerům efektivně vyměňovat kmenová data produktů.
V roce 2005 byly standardy organizací UCC a EAN využívány ve více než 90 zemích světa. Systém standardů se od tohoto roku začal celosvětově nazývat GS1. Název odkazuje na organizaci spravující jednotný systém globálních standardů.
V srpnu 2018 proběhlo schválení standardu struktury GS1 Web URI (GS1 Web URI Structure Standard). Tento standard umožňuje přidávání jedinečných identifikátorů k produktům uložením URI (adresa podobná webové stránce) např. do QR kódu.

## Datové nosiče

### Datové nosiče Systému GS1
Čárové kódy na bázi standardů GS1 jsou velmi rozšířené. V praxi se používají od roku 1974. Tyto datové nosiče kódují identifikační číslo produktu. Jejich strojové načítání (dekódování) umožňuje sledování pohybu produktů v dodavatelském řetězci. Implementace čárových kódů napomáhá k zefektivnění výrobních a skladovacích procesů.
Čárové kódy pomáhají zvyšovat efektivitu, bezpečnost, rychlost a transparentnost dodavatelských řetězců napříč fyzickými i digitálními kanály. Hrají klíčovou roli v maloobchodu (včetně on-line tržišť). Od pouhého rychlejšího odbavení zboží v pokladní zóně se jejich role posunula k zajišťování účinnějšího řízení zásob, doručování objednávek či podpoře on-line prodeje v globálním měřítku. Úspory, dosažené díky zavedení čárových kódů v maloobchodě ve Velké Británii, se odhadují na 10,5 miliard liber ročně.
Mezi datové nosiče, které organizace GS1 vyvinula a spravuje, patří: EAN / UPC (používá se především pro identifikaci spotřebního zboží), 2D kód GS1 Data Matrix (největšího rozšíření dosáhl v sektoru zdravotnictví), GS1-128, GS1 DataBar a GS1 QR Code.

## Standardy

### GTIN
Nejvýznamnějším standardem Systému GS1 je Globální číslo obchodní položky (GTIN, Global Trade Item Number). GTIN slouží k jedinečné, globálně platné identifikaci produktů a tvoří základ Systému GS1.

### Další nejpoužívanější standardy GS1
- Čárové kódy EAN / UPC
- EPC / RFID tagy
- EPCIS
- Verified by GS1
- Globální datový model
- Globální síť pro synchronizaci dat (GDSN, Global Data Synchronization Network)
- Globální identifikátor typu dokumentu (GDTI, Global Document Type Identifier)
- Globální identifikátor individuálního majetku (GIAI, Global Individual Asset Identifier)
- Globální identifikační číslo nákladu (GINC, Global Identification Number for Consignment)
- Globální lokalizační číslo (GLN, Global Location Number)
- Globální klasifikace produktů (GPC, Global Product Classification)
- Globální identifikátor vratného majetku (GRAI, Global Returnable Asset Identifier)
- Globální relační číslo služeb (GSRN Global Service Relationship Number)
- Globální identifikační číslo zásilky (GSIN, Global Shipment Identification Number)
- GS1-128
- GS1 DataBar
- GS1 DataMatrix
- GS1 Digital Link
- GS1 EDI
- ITF-14
- Sériové číslo logistické jednotky (SSCC, Serial Shipping Container Code)
- Mnoho standardů GS1 je také uvedeno v normách ISO, například GTIN, GLN a SSCC.
- GS1 spolupracuje s technickou komisí ISO pro automatickou identifikaci a sběr dat (ISO / IEC JTC 1 / SC 31).

### Vývoj a údržba standardů
Standardy GS1 jsou vyvíjeny a udržovány prostřednictvím GS1 Global Standards Management Process (GSMP), komunitního fóra, které sdružuje zástupce různých průmyslových odvětví a podniků. Společně najdou a implementují řešení založená na standardech pro řešení běžných výzev dodavatelského řetězce.

## Průmyslová odvětví

### Maloobchod a on-line tržiště (tzv. marketplaces)
Maloobchod byl prvním odvětvím, ve kterém byla organizace GS1 aktivní, a dodnes zůstává její doménou. Na globální úrovni GS1 v současné době působí ve čtyřech podsektorech v rámci maloobchodu: Móda, čerstvé potraviny, spotřební balené zboží a smíšené zboží.
Mezi klíčové zájmové oblasti v maloobchodu patří udržitelnost, kvalita dat, soulad s regulačními požadavky, sledovatelnost produktů od jejich výroby po dodání a spolupráce mezi výrobci a dodavateli.
Spotřebitelé využívají mnohé nákupní kanály, které různě kombinují a přitom očekávají konzistentní nákupní zážitek, efektivitu, bezpečnost a rychlost. Přesné informace o produktu a jedinečná identifikace, konkrétně GTIN, pomáhá výrobcům a maloobchodníkům podpořit účinné vyhledávání produktů a tím i spokojenost spotřebitelů.
Z tohoto důvodu přední společnosti v oblasti elektronického obchodu, jako jsou eBay, Amazon či Google Shopping, vyžadují, aby prodejci na svých webových stránkách jako identifikátor produktu používali GS1 identifikační klíč GTIN.

### Zdravotnictví
Od roku 2005 GS1 působí v sektoru zdravotnictví. Primárním cílem je zvýšit bezpečnost pacientů a zvýšit efektivitu dodavatelského řetězce.
Vývoj a implementace standardů GS1 pro zdravotnictví poskytují účinnou podporu v následujících oblastech: sledovatelnost léčivých přípravků a zdravotnických prostředků od výrobce k pacientovi, potírání padělků, prevence chyb v medikaci, efektivní stahování problematických produktů a klinické procesy. Více než 70 státech platí regulatorní předpisy týkající se zdravotní péče, které se opírají o standardy GS1, ať jde o oblast zdravotnických prostředků nebo léčivých přípravků.  
Vývojem a implementací standardů pro sektor zdravotnictví se zabývá zvláštní orgán GS1 - GS1 Healthcare, který sdružuje více než 140 předních zdravotnických organizací z celého světa.

### Další odvětví
Standardy GS1 se prosadily také v dopravě a logistice, potravinářství a v technické výrobě. 116 členských organizací GS1 ve více než 100 zemích věnuje společné úsilí ve standardizaci v desítkách odvětví.

## Struktura organizace
Globální organizace má tříúrovňové řízení:
První úroveň - Valné shromáždění GS1, složené ze zástupců všech členských organizací.
Druhá úroveň - správní rada GS1 odpovědná za globální strategické řízení (složená z klíčových vedoucích z mezinárodních společností a členských organizací GS1).
Třetí úroveň – tzv. Global Office GS1 a místní členské organizace GS1 (Members Organisation). GS1 Global Office řídí vývoj a správu nových standardů. Místní členské organizace se zaměřují na implementaci služeb a standardů na lokálním trhu. Členské organizace jsou řízeny správními radami složenými ze zástupců předních společností z relevantních odvětvích a jsou odpovědné za formování strategie pro daný region.
Na globální úrovni existují další dvě řídící platformy:
Tzv. GS1 Data Excellence Board (odpovídá za strategii v oblasti datových standardů a služeb)
A tzv. GS1 Innovation Board / EPCglobal Board of Governors (odpovědná za výzkumné a vývojové aktivity).

### Financování
Členské organizace GS1 po celém světě jsou financovány místními členy prostřednictvím ročních členských poplatků. Dalším zdrojem příjmů je prodej služeb.

### Partneři
GS1 spolupracuje s dalšími mezinárodními organizacemi. Mezi partnery GS1 patří:
- Consumer Goods Forum (CGF)
- Mezinárodní organizace pro normalizaci (ISO)
- NATO
- OSN
- Agentura OSN pro uprchlíky (UNHCR)
- Světová celní organizace (WCO)
- International Society for Quality in Health Care (ISQua)